# غارنهشته

انواع غارسنگ

به تمام سنگ‌هایی که بعد از تشکیل فضای غار بر اثر چکیدن آب‌های فرورُو به‌وجود می‌آید غارنهشته (به انگلیسی: speleothem)، غارسنگ یا سازندهای غار می‌گویند.
زمانی که آب از شکاف‌ها به درون غارها می‌رسد برخی ترکیبات حاضر در دیواره‌های غار نظیر کلسیت، آراگونیت، یا گچ در این آب حل می‌شود. هنگامی که این محلول به محوطه‌های پر از هوای غارها می‌رسد دی‌اکسید کربن آب تخلیه می‌شود و این امر باعث تبخیر ترکیبات یادشده از آب می‌شود. با گذر زمان، که ممکن است ده‌ها هزار سال به‌درازا بکشد، رسوب کردن آرام آرام این مواد تبخیری بر روی سطوح غار تشکیل غارسنگ‌ها را می‌دهد. سرعت تشکیل غارسنگ‌ها بستگی به میزان دی‌اکسید کربن موجود در محلول، دما، و دیگر عوامل دارد.
غارنهشته‌ها معمولاً در غارهای سنگ آهکی و غارهای تشکیل‌شده از صخره‌های دولومیتی انحلال‌پذیر پدید می‌آیند. غاری که در آن رطوبت وجود دارد و غارسنگ‌ها در آن رشد می‌کنند غار زنده یا غار فعال و غاری که در آن رطوبت وجود ندارد و غارسنگ‌ها در آن رشد نمی‌کنند غار مرده یا غار خشک نامیده می‌شود.
بررسی غارسنگ‌ها می‌تواند در خصوص تعیین آب و هوای گذشته کمک کند.
چکنده‌سنگ (استالاکتیت) و چکیده‌سنگ (استالاگمیت) معروف‌ترین غارسنگ‌ها هستند.

## رنگ غارنهشته‌ها
وقتی که آب وارد لایه‌های زمین می‌شود، ممکن است در حین حل کردن آهک به رگه‌هایی از فلزات و مواد معدنی دیگر برخورد کند و مقداری از آنها را حل کرده و با خود به فضای درون غارها ببرد و در زمان شکل گرفتن تشکیلات آهکی این رنگ در آن تأثیر بگذارد. رنگ سفید شیری که در مواقعی به زردی می‌زند رنگ خالص تشکیلات آهکی است؛ و دیگر رنگها در نتیجه املاح موجود در کربنات کلسیم است. البته مواقعی هم پیش می‌آید یک بخشی از تزئینات آهکی به چند رنگ دیده می‌شوند که این عوامل بودن چند نوع مواد مختلف را در درون لایه‌های زمین نشان می‌دهد. این مواد و املاح باعث ایجاد رنگ‌های زیر می‌شوند: گوگرد: زرد – آهن: سیاه – مس: سبز زنگاری- گل رس: قرمز- زغال‌سنگ: سیاه- جیوه: نارنجی مایل به قرمز.

## انواع غارنهشته‌ها
غارسنگ‌ها بسته به این‌که آب بچکد، نشت کند، تقطیر شود، جریان یابد یا در یک جا جمع شود اشکال مختلفی پیدا می‌کنند. این اشکال رسوبی مختلف عبارتند از:
| چکه‌سنگ‌ها                    |           | |
| چکه‌سنگ Dripstone            | چکه‌سنگ    | چکه‌سنگ یک اصطلاح کلی برای نهشته کلسیت یا سایر کانی‌ها که در غارها توسط آب چکنده ساخته می‌شوند و شامل چکنده‌سنگ‌ها (استالاکتیت‌ها) و چکیده‌سنگ‌ها (استالاگمیت‌ها) است و همچنین معمولاً در بر گیرندهٔ نهشته‌های مشابه تشکیل شده توسط آب می‌باشد. |
| چکنده‌سنگ Stalactite         | چکنده‌سنگ  | چکنده‌سنگ ستونی نوک‌تیز از مواد معدنی است که به صورت قندیلی از سقف غار آویخته باشد. چکنده‌سنگ‌ها اشکالی گوناگون دارند اما بیشتر آنها به شکل مخروطهایی هستند که قاعده‌شان به سقف چسبیده و رأس آنها به سوی کف غار است. طول چکنده‌سنگ‌ها گاهی به چند متر میرسد. گاهی چکنده‌سنگ‌ها به شکل گل کلم زایش مییابند؛ در این صورت به آنها گل کلمی گفته میشود. از شکلهای دیگر چکنده‌سنگ‌ها، چکنده‌سنگ‌هایی به شکل تودهای نخود یا تودهای سوزن هستند که به آنها چکنده‌سنگ‌های نخودی یا سوزنی گفته میشود. |
| چکیده‌سنگ Stalagmite         | چکیده‌سنگ  | چکیده‌سنگ ستونی از مواد معدنی است که از کف غار بالا آمده باشد. چکیده‌سنگ در زیر قندیلی به نام چکنده‌سنگ به‌وجود می‌آید. در مسیر سقوط از چکنده‌سنگ مقدار کمی از آب قطره دوباره بخار شده و در نتیجه بخشی از دی اکسید کربن آن آزاد می‌شود و قطره به محض رسیدن به کف غار جزء کوچکی از کربنات کلسیم خود را در محل برخورد با کف غار رسوب می‌دهد و تداوم این فرایند چکیده‌های را در کف غار به شکل‌های گوناگون در می‌آورد مانند ستون لوله‌های توخالی یا به شکل گل کلم، خوشه انگور یا گوش فیل و غیره. چکیده‌سنگ غول‌پیکری که در غار شاپور کازرون وجود داشته از آن مجسمه ۵ متری شاپور ساسانی را ساخته‌اند از چکیده‌سنگ‌های معروف است. |
| نی غار Soda straw           | نی غار    | نی غار چکنده‌سنگ‌های نازک و درازی هستند که برعکس شکل مخروطی چکنده‌سنگ‌ها شکلی ستونی دارند. |
| تابیده‌سنگ Helictite         | تابیده‌سنگ | تابیده‌سنگ چکنده‌سنگ‌هایی هستند که کانالی مرکزی دارند که از آن شاخه‌های مارپیچی و تابیده و موئینه‌مانندی بیرون آمده که در خلاف جهت جاذبه رو به پایین زمین روئیده‌اند. |
| ستون Column                 | ستون      | ستون زمانی پدید می‌آید که چکنده‌سنگ و چکیده‌سنگ به هم برسند یا زمانی که چکنده‌سنگ به کف غار برسد. |
| روان‌سنگ‌ها                   |           | |
| روان‌سنگ Flowstone           | روان‌سنگ   | روان‌سنگ ورقه‌های لحاف‌مانندی از سنگ است و در کف غار یا بر دیوارهای آن یافت می‌شود. هنگامی که آب به دیواره‌های شیب‌دار سطح صخره‌ها راه می‌یابد تشکیل روان‌سنگ می‌دهد که اغلب به شکل پرده‌های شفاف مواج و آبشارها نیز درمی‌آید. |
| پرده Drapery                | پرده      | پرده‌ها صفحاتی نازک و موج‌دار از کلسیت که به سوی پایین آویزانند. به پرده‌هایی که رگه‌های رنگی دارند اصطلاحاً پرده نواری Bacon می‌گویند. |
| حوضچه gour                  | حوضچه     | حوضچه‌ها که سدهای سنگی Rimstone dams هم نامیده می‌شوند زمانی پدید می‌آیند که موج‌نقش‌ها به مرور ارتفاع پیدا کرده و حالت سد پیدا کنند. این سدهای سنگی معمولاً حوضچه‌هایی را تشکیل می‌دهند که گاه در آن‌ها آب نیز جمع می‌شود. این حوضچه‌ها به علت فقدان اکسید کربن ایجاد می‌شوند و در این حالت آهک در لایه‌های سطح آب شروع به لایه‌گذاری و ته‌نشینی می‌کند. |
| بلورهای غاری                |           | |
| کانی سگ‌دندانی Dogtooth spar |           | بلورهای کلسیتی بزرگی هستند که اغلب در نزدیکی آبگیرهای فصلی پدید می‌آیند. |
| برفک Frostwork              |           | رویش سوزن‌مانند کلسیت یا آراگونیت که حالتی مانند برفک و شبنم یخ‌زده دارد. برفک از انواع گُل غار به‌شمار می‌آید. در برخی غارها برفک ممکن است بر روی پفک‌های غار یا تیغه‌بندی‌ها Boxwork بروید. تشکیل برفک‌ها را به رطوبت و هوای درگردشی نسبت داده‌اند که کربنات کلسیم حل‌شده با خود دارد و به دیواره‌ها برخورد کرده و آن‌ها را با بلورهایی ظریف می‌پوشاند. |
| ماه‌شیر Moonmilk             |           | ماده‌ای است به صورت انباشته‌ای نرم سفید و خامه‌مانند که در درون غارها یافت می‌شود. ماه‌شیر از ته‌نشین شدن سنگ آهک پدید می‌آید و از بلورهایی ریز تشکیل شده که معمولاً از کربنات‌هایی چون کلسیت، آراگونیت، هیدرومگنزیت، یا مونوهیدروکلسیت ساخته می‌شود. ماه‌شیر حتی ممکن است در اثر فعالیت‌های باکتری‌ها ایجاد شود. |
| گل غار Anthodite            |           | خوشه‌های گُل‌مانند آراگونیت را گُل غار می‌گویند. گل‌های غار، تابیده‌سنگ‌هایی هستند که معمولاً از یک سطح عمومی منشعب می‌شوند و بلورهای سوزنی شکل آراگونیت را می‌سازند. گل‌های غار خوشه‌های شعاعی به شکل شاخه‌ای و به طول ۰۱ تا ۰۲ سانتی‌متر دارند. |
| نقش‌برجسته‌ها                 |           | |
| نقش‌برجسته Speleogen         |           | نقش‌برجسته‌ها سازندهایی در درون غارها هستند که به خاطر افتادن و کنده شدن بخش‌هایی از صخره‌های دیوارها به‌وجود آمده‌اند. از آنجا که رسوب‌گذاری در ساخت نقش‌برجسته‌ها نقشی ندارد نقش‌برجسته را شاید نتوان به معنای واقعی کلمه غارنهشته دانست. انواع نقش‌برجسته عبارت است از ستون، قاشق‌خوردگی Scallop، استخوان‌پهنه Boneyard، و تیغه‌بندی Boxwork. |
| بقیه انواع                  |           | |
| گل کلمی Cave popcorn        |           | پفک‌های غار خوشه‌های قلمبه‌مانندی از کلسیت هستند. به آن‌ها مرجان‌های غار یا مرجان‌واره coralloid هم گفته می‌شود. هر یک از پفک‌مانندها اندازه‌ای بین ۵ تا ۲۰ میلی‌متر دارند و ممکن است غارنهشته‌های دیگری به‌ویژه سوزن‌های آراگونیتی یا برفک نیز در کنار یا بر روی آن‌ها بروید. پفک‌های غار معمولاً به صورت خوشه‌ای بر روس بسترهای سنگی یا کناره‌های دیگر غارسنگ‌ها می‌رویند. |
| مروارید غار Cave pearl      |           | مروارید غار از دانه‌های شن یا ماسه که در پوشش آهکی قرار گرفته است تشکیل می‌شود و ممکن است به اندازه یک توپ گلف درآید. زمانی که آب از بلندی زیاد به کف غار می‌چکد باعث می‌شود که دانه‌های بلور بارها و بارها بچرخد تا جایی که شکل این دانه‌ها به صورت گوی‌ها صافی از کربنات کلسیم درمی‌آید. |
| خلط‌سنگ Snottite             |           | خلط‌سنگ‌ها تجمعاتی هستند که بیشتر از باکتری‌های اکسیدکننده سولفور تشکیل شده‌اند. خلط‌سنگ‌ها جنسی مخاط‌مانند دارند. |
| بلم‌های کلسیتی Calcite rafts |           | بلم‌های کلسیتی انباشته‌های پهن و نازکی از کلسیت به شکل بلم هستند که بر روی سطح آبگیرهای غارها پدید می‌آیند. |